# Tàu đổ bộ

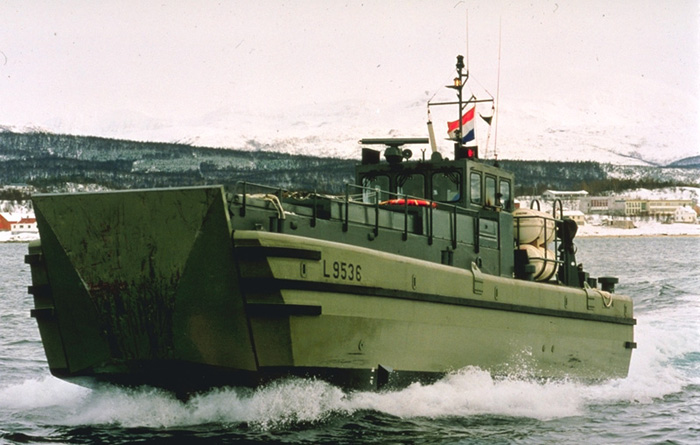
Tàu đổ bộ Hà Lan

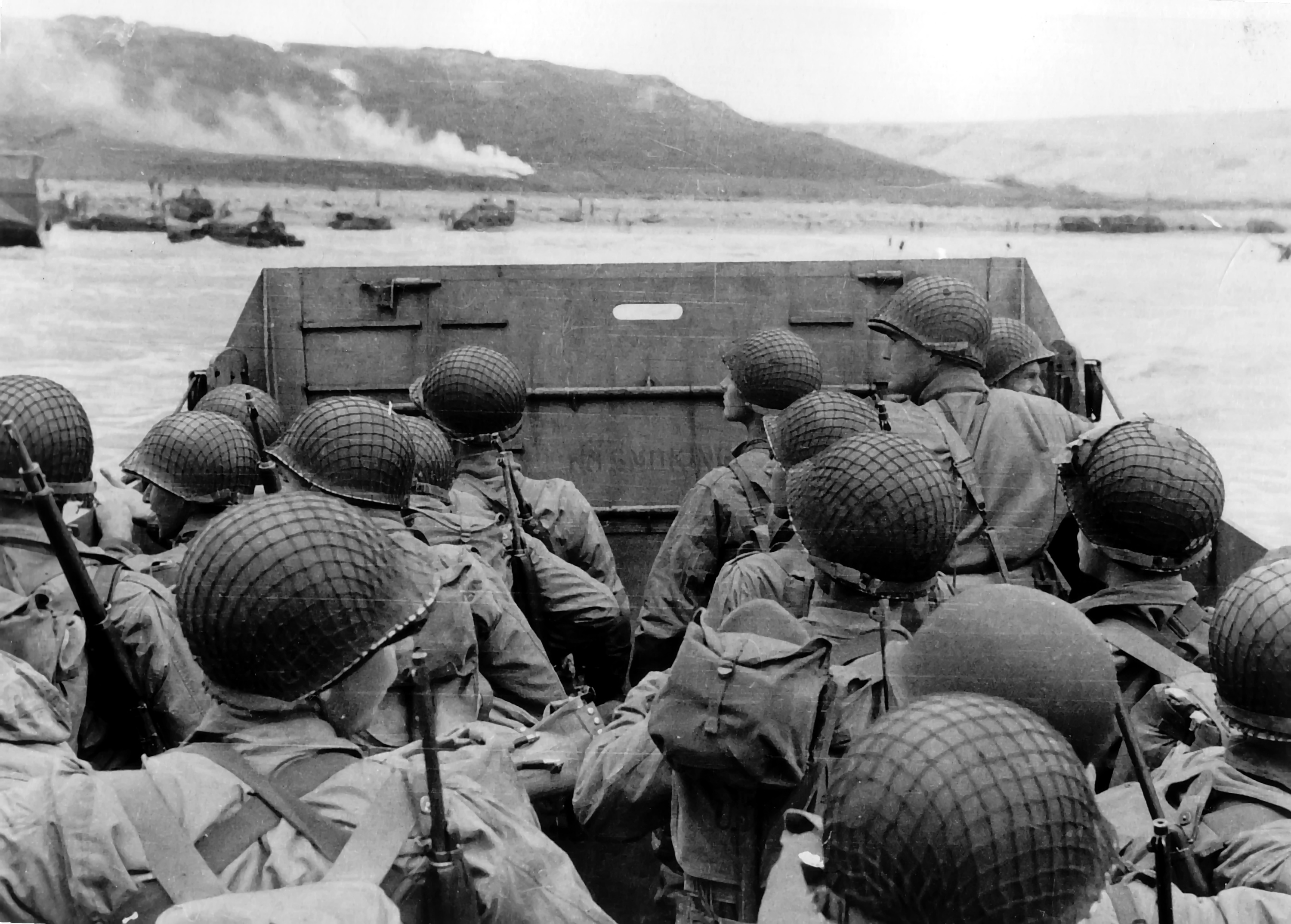
Tàu đổ bộ được sử dụng trong cuộc đổ bộ ở Normandy trong Chiến tranh thế giới thứ hai.

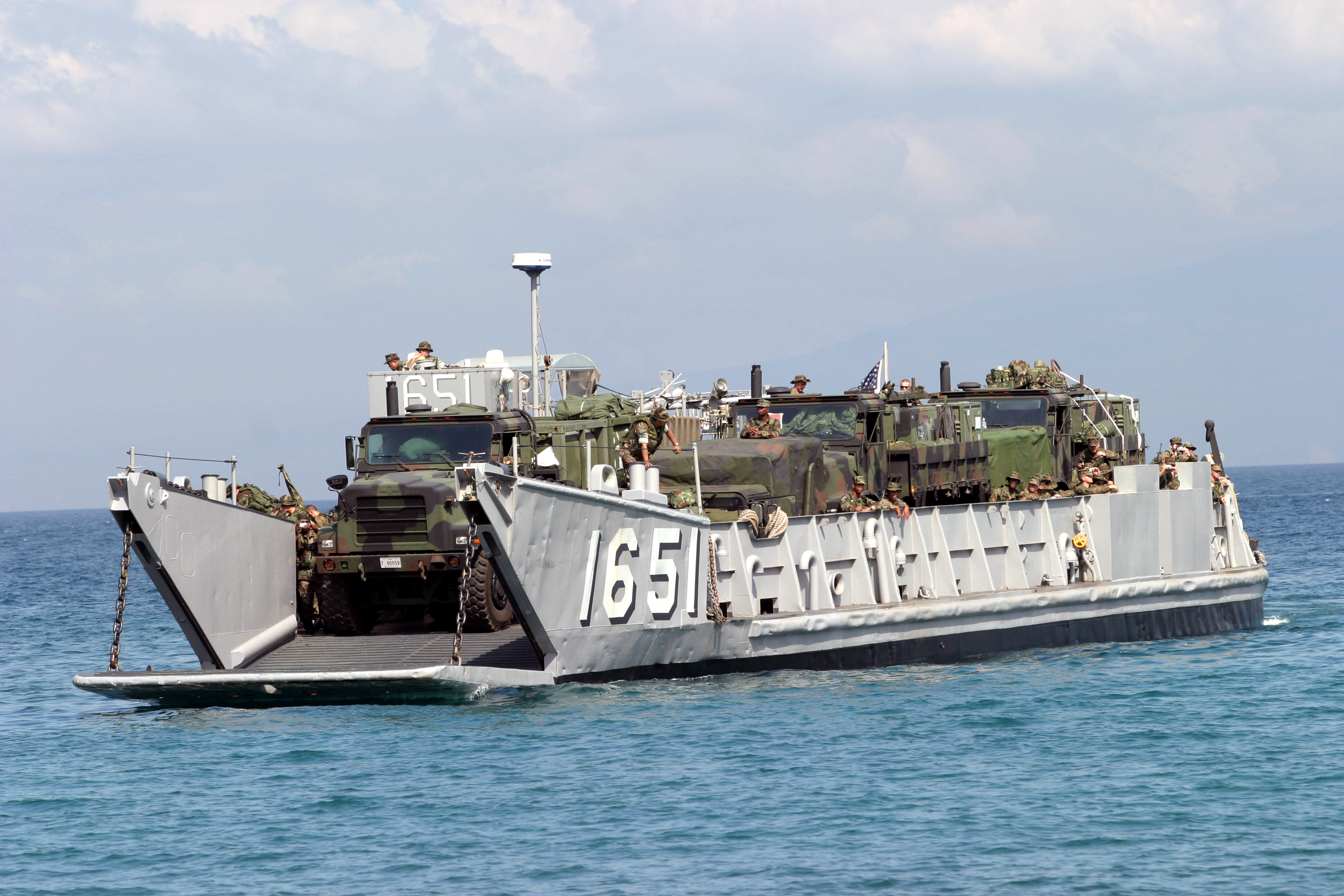
Một tàu đổ bộ LCU (Landing Craft Utility) của Hải quân Hoa Kỳ.

Tàu đổ bộ (thuật ngữ tiếng Anh: Landing craft) là một loại tàu được sử dụng để đổ bộ một lực lượng quân sự (bộ binh và thiết giáp), thường là từ các quốc gia biển vào bờ trong một cuộc tấn công đổ bộ. Loại tàu này đóng vai trò quan trọng trong các cuộc đổ bộ nổi tiếng trong Chiến tranh thế giới thứ hai ở Normandy, Địa Trung Hải, và các đảo Thái Bình Dương. Thời điểm bấy giờ là đỉnh cao của các tàu đổ bộ, với một số lượng lớn các mẫu thiết kế khác nhau được sản xuất với số lượng lớn bởi Vương quốc Anh, Hoa Kỳ và Đế quốc Nhật.